# Gewone glimmer
De gewone glimmer (Amara lunicollis) is een keversoort uit de familie van de loopkevers (Carabidae). De wetenschappelijke naam van de soort werd in 1837 gepubliceerd door Jørgen Matthias Christian Schiødte.